# Национальный музей этнографии и естественной истории
Национальный музей этнографии и естественной истории (рум. Muzeul Naţional de Etnografie şi Istorie Naturală) — музей в столице Молдавии — городе Кишинёве. Был основан в октябре 1889 года на базе коллекции экспонатов первой сельскохозяйственной выставки Бессарабии по инициативе барона А. Стюарта. Таким образом, является старейшим музеем в Республике Молдова, функционирующим в настоящий момент. Был сначала Музеем сельского хозяйства, потом Музеем зоологии, сельского хозяйства и народных промыслов губернского земства. С 1926 года — Кишинёвский национальный музей естественной истории, с 1937 года — Областной музей Бессарабии, с 1940 года — Республиканский музей МССР, с 1957 года — Государственный музей истории и изучения родного края, с 1983 года — Государственный музей изучения родного края. С 1991 года музею присвоено его современное имя.
Несмотря на многочисленные реорганизации в течение всей своей истории музей сохранил два специфических направления — изучение природы и культуры Бессарабии.
Сначала музей находился в здании губернского земства, но в 1903—1905 гг. по проекту архитектора В. Цыганко для музея было построено новое здание. В этом здании музей находится и в настоящее время. Со дня своего возникновения музей стал важным научным и культурным центром Бессарабии, известным не только в Российской империи, но и в европейских странах. Среди людей, сделавших огромный вклад в развитие музея, следует отметить первого распорядителя музея Франта Остермана, основателя этнографической коллекции — Альбину Остерман, натуралистов Н. Зубовского, И. Красильскика, С. Милера, В. Безвала, Ф. Поручика и др. Также большое значение для развития музея имела деятельность Общества натуралистов Бессарабии, основанного в 1904 году. В 1906 году на территории музея был организован первый ботанический сад в Бессарабии, который существует и по сей день.
Будучи самым старым учреждением в своей области, музей участвовал в создании большинства других музеев Молдавии. Под эгидой музея находится музейный комплекс в селе Иванча Оргеевского района, где после реставрационных работ был открыт Музей народных промыслов Молдавии.
В фонде музея находятся геологическая, палеонтологическая, зоологическая, энтомологическая, археологическая, этнографическая и нумизматическая коллекции, содержащие много ценных и даже уникальных экспонатов, таких как скелет сверхгигантского динотерия (Dinoterium Gigantisimus), археологические находки с мест стоянок возле сёл Карбуна, Ларгуца, Дороцкая, коллекция бессарабских ковров XVIII—XX вв. и др. Экспонаты из коллекции музея выставлялись на многочисленных экспозициях в странах Европы, Америки, Африки и Азии. Фонд музея создаёт научную основу для исследований в различных областях. Музей располагает ценной научной библиотекой.
В 1994 году в здании музея была основана новая постоянная экспозиция «Природа. Человек. Культура», посвящённая взаимосвязи человека и природы на разных этапах истории, эволюции органического мира, динамике использования природных ресурсов и экологии.
Адрес музея: Кишинёв, ул. М. Когэлничану, 82.

## Награды
- Орден Почёта (25 октября 2019 года, Молдавия) — в знак высокого признания особых заслуг в развитии музеологии, за вклад в сохранение национального культурного наследия и плодотворную выставочную деятельность[2]